# Maekelawi
Maekelawi war eine Polizeistation mit integriertem Gefängnis in der äthiopischen Hauptstadt Addis Abeba, wo vor allem politische Gefangene inhaftiert wurden. Zahlreiche Berichte zeugen von Missbrauch und Folter in dem Gefängnis. 2018 wurde die Einrichtung geschlossen, heute beherbergt das Gebäude eine Galerie.

## Nutzung

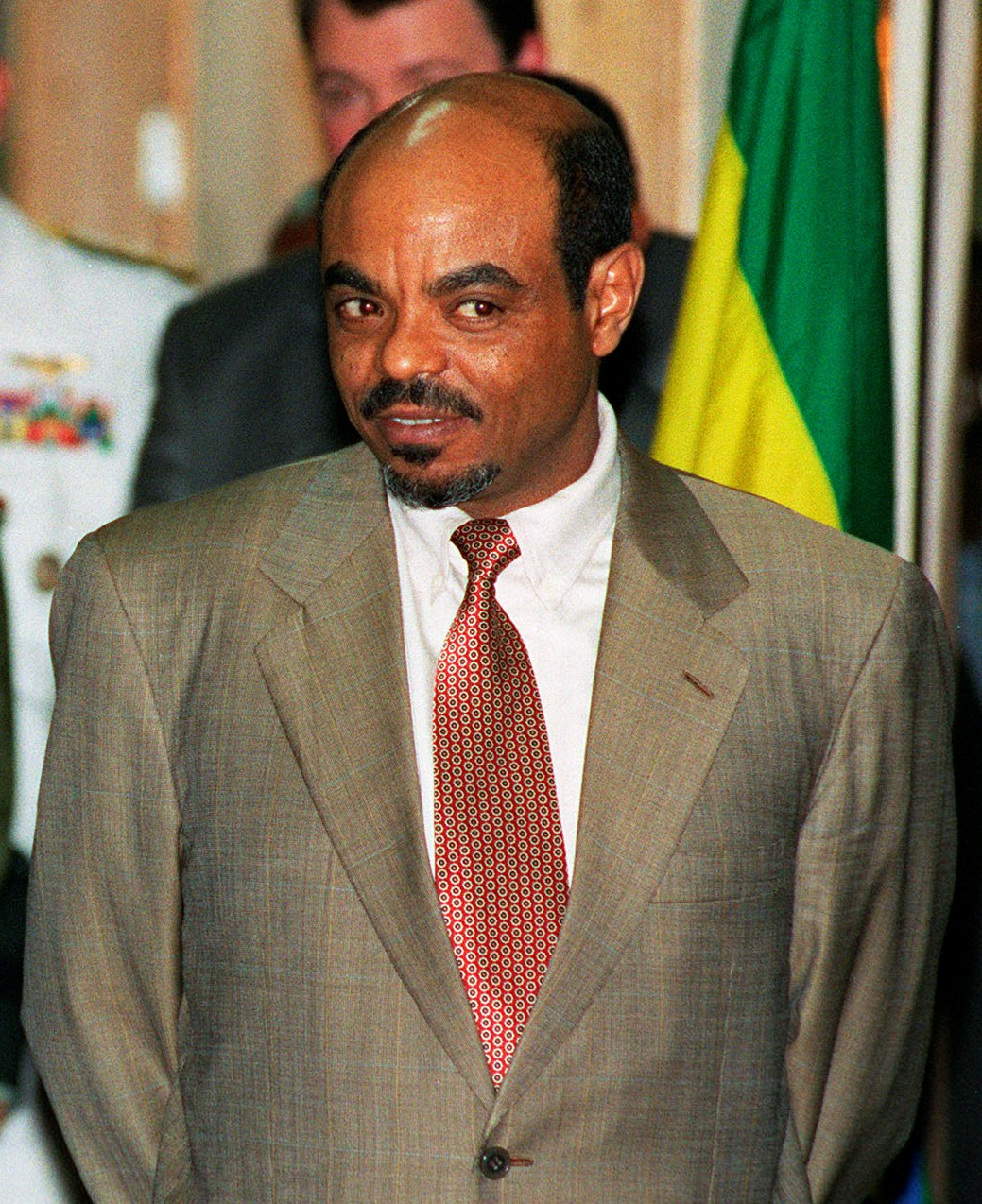
Der ehemalige äthiopische Premierminister Meles Zenawi

Maekelawi war die zentrale Polizeistation in Addis Abeba und war mit einem Gefängniskomplex mit vier voneinander getrennten Blöcken ausgestattet. Insbesondere unter Meles Zenawi, der von 1995 bis 2012 Premierminister Äthiopiens war, wurden zahlreiche politische Gegner inhaftiert und unter anderem in Maekelawi festgehalten. Dabei kam es zu zahlreichen Menschenrechtsverletzungen. Einen Höhepunkt erreichte das repressive Vorgehen gegen Demonstranten und politische Gegner nach den Parlamentswahlen in Äthiopien 2005 und den darauffolgenden Protesten. Zahlreiche Anführer der Oppositions- und Protestbewegung gegen Zenawi wurden festgenommen und unter anderem in Maekelawi inhaftiert. Im Dezember 2010 verbreiteten äthiopische Sicherheitskräfte einen Bericht, in dem sie die Praxis der Folter in Äthiopien aufdeckten und dokumentierten. Der Bericht enthielt einen Appell an die äthiopische Diaspora, über die Menschenrechtsverletzungen zu informieren und diese zu bekämpfen. Als Reaktion wurde die Global Alliance Against Torture in Ethiopia gegründet, die gegen Folter in Äthiopien kämpft. In einem Bericht über die Wahrung der Menschenrechte in Äthiopien des US-Außenministeriums aus dem Jahr 2011 wurde auf die Lage in Maekelawi verwiesen und die Nutzung körperlichen Missbrauchs festgestellt. 2013 prangerte ein Bericht der Nichtregierungsorganisation Human Rights Watch die Zustände in Maekelawi und die zahlreichen Menschenrechtsverletzungen an.
Nach landesweiten Protesten seit 2015 erklärte der damalige Premierminister Hailemariam Desalegn, alle politischen Gefangenen freilassen und das Gefängnis Maekelawi, das inzwischen zu einem Symbol der Unterdrückung von Demonstrationen und der Willkür gegen politische Gegner geworden war, in eine Galerie umzuwandeln zu wollen. Diesen Schritt begründete er mit der Förderung der nationalen Aussöhnung. Am 7. April 2018 wurde Maekelawi schließlich geschlossen, fünf Tage nachdem Abiy Ahmed neuer Ministerpräsident Äthiopiens geworden war. Einige ehemalige Insassen des Gefängnisses Maekelawi wurden in eine neue Einrichtung überführt, die Desalegn zufolge Menschenrechten und internationalen Standards entsprechen soll. Am 6. September 2019 wurde das ehemalige Gefängnis erstmals für die Öffentlichkeit geöffnet.

## Menschenrechtsverletzungen
Das Gefängnis Maekelawi war Schauplatz zahlreicher Menschenrechtsverletzungen. Die Haftbedingungen unterschieden sich dabei stark zwischen den vier Gefängnisblöcken. In einem Block wurde Häftlingen der Zugang zu Sanitäranlagen und Tageslicht teilweise verwehrt, zudem wurden Häftlinge in Einzelhaft genommen. Auch der Befall mit Flöhen war ein weit verbreitetes Problem in Maekelawi. In einem anderen Block, der umgangssprachlich Sheraton genannt wurde, in Anlehnung an das internationale Hotel in Addis Abeba, war die Bewegung freier und die Zustände geringfügig besser. Den Häftlingen in Maekelawi wurde systematisch der Kontakt mit Anwälten verwehrt, auch Nichtregierungsorganisationen und Diplomaten hatten keinen Zugang zu dem Gefängnis. Zahlreiche Häftlinge saßen außerdem ohne rechtskräftiges Urteil in dem Gefängnis ein. Um Geständnisse zu erzwingen, wurden verschiedenste Formen körperlicher Gewalt gegen die Gefangenen eingesetzt, hinzu kam willkürliche Gewaltanwendung seitens der Wärter gegen Gefangene.
Heute ist die äthiopische Regierung bemüht, die Menschenrechtsverletzungen aufzuarbeiten. So wurden hohe Beamte wegen Folter und Mord verurteilt und neue Gesetze gegen den Missbrauch Gefangener erlassen. Im Dezember 2018 wurde des Weiteren eine Versöhnungskommission eingerichtet. Aktivisten kritisieren derweil, dass das Vorgehen der äthiopischen Regierung nicht ausreiche, um die Wunden der Vergangenheit zu heilen. Außerdem protestierten sie gegen die andauernde Inhaftierung einzelner Demonstranten.